# رب یتن
رب یتن (انگلیسی: Rob Jetten؛ زادهٔ ۲۵ مارس ۱۹۸۷) سیاستمدار اهل پادشاهی هلند است.
او رهبر حزب دموکرات‌های ۶۶ در مجلس نمایندگان هلند است.